# La Colombie
Pour les articles homonymes, voir Colombie (homonymie).
Pour plus de détails, voir Fiche technique et Distribution.
La Colombie (Rio Chiquito) est un film documentaire réalisé par Bruno Muel et Jean-Pierre Sergent en 1965. 

## Synopsis
En Colombie, dans la région de Rio Chiquito, zone d’autodéfense paysanne, les guérilleros s’insurgent pour obtenir des écoles, des maisons... 

## Fiche technique
- Titre français : La Colombie
- Réalisation : Bruno Muel et Jean-Pierre Sergent
- Photographie : Bruno Muel
- Pays d'origine : France
- Format : Noir et Blanc - 16 mm
- Genre : Documentaire
- Durée : 20 minutes
- Date de sortie : 1965

## À propos du film
- Il existe deux versions du film, l'une en français, l'autre en espagnol. Cette dernière ne comporte pas la séquence d’introduction de la version française concernant la présentation de la Colombie : à la place de celle-ci figure un intertitre mentionnant que le film est dédié à Hernando Gonzales Acosta. Le titre de la version colombienne est Rio Chiquito.
- « En 1965 les FARC étaient une guérilla pauvre menée par des paysans pauvres, pourtant capables de résister à l’attaque aérienne et terrestre de l’armée colombienne » (Bruno Muel)[1].
- Dans son livre Caméras en lutte en mai 1968[2], Sébastien Layerle précise que Bruno Muel et Jean-Pierre Sergent ont rapporté « deux courts métrages documentaires sur la naissance de la guérilla des Farc » et qu'une caméra a été confiée aux combattants « conformément à l'accord passé avec le comité central du Parti communiste colombien ».